# Bulbophyllum careyanum
Bulbophyllum careyanum é uma espécie de orquídea (família Orchidaceae) pertencente ao gênero Bulbophyllum. Foi descrita por William Jackson Hooker e Curt Polycarp Joachim Sprengel em 1826.